# Lando
Lando, italienska Landone, var påve från juli 913 till februari 914.

## Biografi
Ytterst litet är känt om Lando. Man känner inte till när han var född. Han var född i regionen Sabina, norr om Rom, och hans far lär ha hetat Taino. I början av 900-talet upphöjdes han av påve Sergius III till kardinaldiakon. Förmodligen har han haft inflytelserika vänner som hjälpt honom att bli påve.
Lando ändrade inte sitt namn efter att han tillträtt ämbetet som påve, och han var den siste påven att använda ett namn som påve som inte använts av någon tidigare påve, fram till Johannes Paulus I år 1978. Dock, då Johannes Paulus använde ett namn bestående av två tidigare använda namn: Johannes och Paulus, var Lando den siste påven att använda ett helt unikt namn fram till påve Franciskus år 2013.
Lando var påve under vad som kallas saeculum obscurum. Den tyske protestantiske historikern Gregorovius skriver i en polemisk kommentar, att påvestolen under denna tid förvandlades till en bordell.